# Salud en Argentina
La Salud en Argentina está garantizada por el sistema de salud público, el sistema de obras sociales y el de la salud privada. Alrededor de un 37.62 % de la población se atiende por el sistema público y un 62.38 % por obras sociales y prepagas. Argentina cuenta además con un abarcativo calendario de vacunación y tratamientos de VIH y de fertilización asistida a su población.

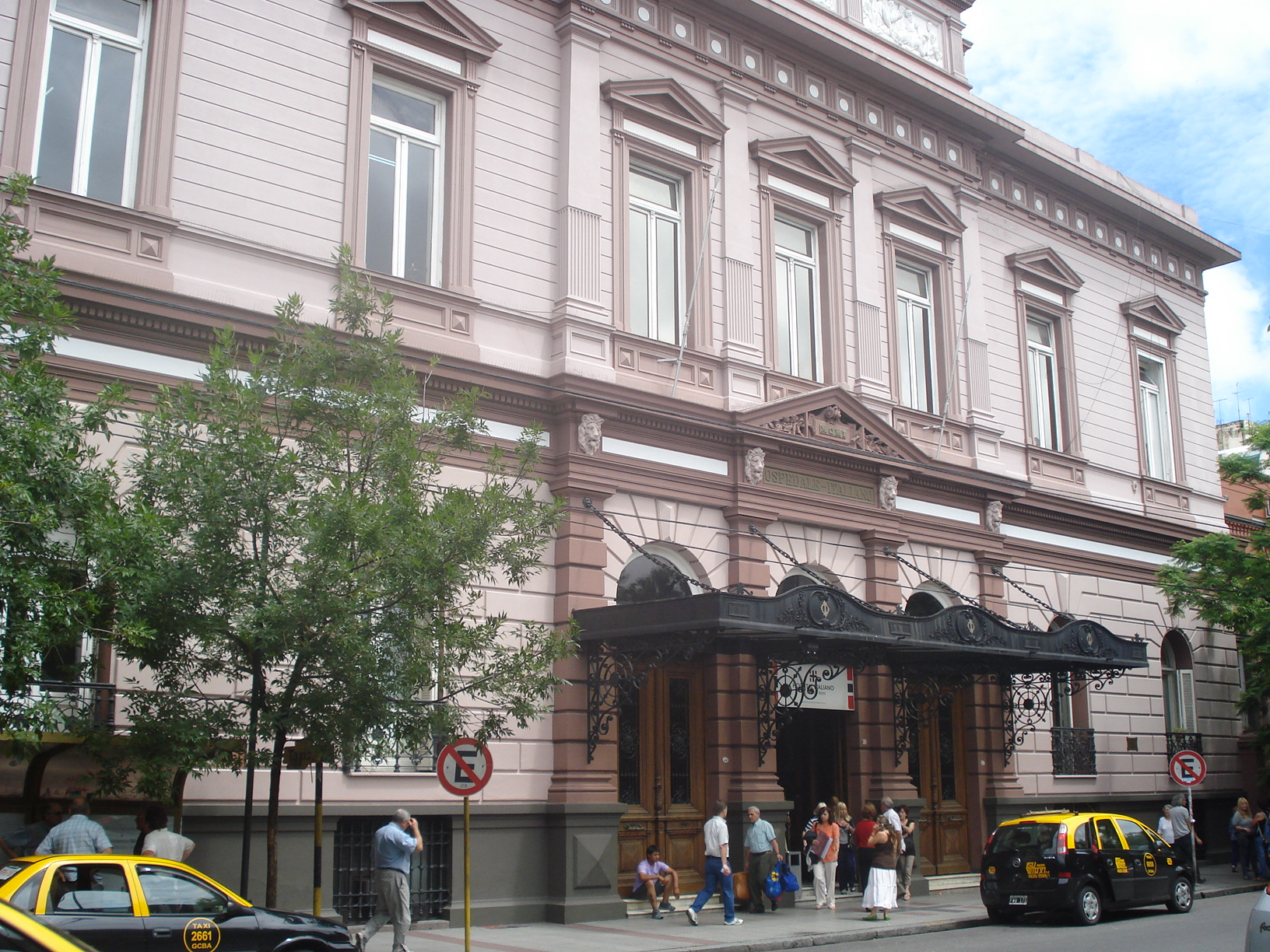
Hospital Italiano de Buenos Aires.

La regulación del sistema de salud está a cargo del Ministerio de Salud, dependiente del Poder Ejecutivo. El porcentaje del gasto en salud correspondiente al PBI fue de un 8.9 % en 2003 y a 2015 había aumentado a 10.2 %. Esta cifra es considerablemente mayor que el promedio de América Latina y está cerca de los valores de países europeos, se encuentra en el puesto 49 entre 191 países. Además, el país cuenta con una proporción favorable de 4.06 médicos por cada mil habitantes.
La medicina argentina es prestigiosa a nivel global por haber sido inventora de diversas técnicas y descubrimientos que hoy son utilizadas en todo el mundo y por las investigaciones que se mantienen constantemente en todas las especialidades médicas.
Las enfermedades que más afectan a la población son la enfermedad de Chagas, la principal enfermedad endémica de la Argentina, que se estima en dos millones de infectados, el sida, que afecta 5000 nuevas personas cada año, y la tuberculosis.
La Administración Nacional de la Seguridad Social, el Instituto Nacional de Servicios Sociales para Jubilados y Pensionados, la Superintendencia de Riesgos del Trabajo, la Obra Social del Personal Rural y Estibadores de la República Argentina, el Sindicato de Empleados de la Ex Caja de Subsidios Familiares para el Personal de la Industria, el Instituto de Previsión Social de la Provincia de Buenos Aires y la Unión del Personal Civil de la Nación son miembros pleno y participante de la Conferencia interamericana de seguridad social (CISS).

## Indicadores básicos
Según los últimos datos del Ministerio de Salud, en 2021 se registraron 529 792 nacimientos (tasa bruta de natalidad de 11.6 ‰) y 436 799 defunciones (tasa bruta de mortalidad de 9.54 ‰). El descenso lento pero sostenido de la tasa de natalidad es evidente: en 1990 era de 21 ‰ y en 2000 de 19 ‰, aunque en los últimos años se ha estabilizado. En tanto que la tasa de mortalidad ha presentado desde mediados del siglo XX, una tendencia descendente y ha llegado a estancarse en las últimas décadas, siendo las tres principales causas de mortalidad por importancia: enfermedades del sistema circulatorio, tumores malignos y enfermedades del sistema respiratorio.
En 2001, la esperanza de vida alcanzó los 73.8 años (varones: 70 años y mujeres 77.5 años). De acuerdo a los nuevos datos del Censo 2010, en el periodo 2008-2010 se sitúa en 75.34 años (72.08 hombres - 78.81 mujeres).
El constante crecimiento de la esperanza de vida se debe en parte a la notable disminución de la tasa de mortalidad infantil que alcanzó valores de 63.1 ‰ en 1970 hasta un 8 ‰ en 2021, con 4238 defunciones de menores de un año. Este indicador demuestra la heterogeneidad en relación con las distintas jurisdicciones del país. Así, en 2021, la tasa de la ciudad de Buenos Aires de 4.6 ‰ contrastó fuertemente con el 11.6 ‰ de la provincia de Formosa o el 11.2 ‰ de la provincia de Corrientes. La esperanza de vida (2008-2010) de todas las jurisdicciones superó los setenta años, pero también existen diferencias entre el valor de la ciudad de Buenos Aires (74.11 hombres - 80.43 mujeres) que tuvo aproximadamente cuatro años más de esperanza de vida que la provincia de Chaco (69.50 hombres - 76.41 mujeres).

### Estadísticas de mortalidad
Las principales causas de muerte durante el 2020 en Argentina fueron:
| Causa de muerte                                 | Total   | %    |
| ----------------------------------------------- | ------- | ---- |
| Enf. del aparato circulatorio                   | 97 231  | 25.8 |
| Tumores                                         | 61 740  | 16.4 |
| Enf. del aparato respiratorio                   | 54 601  | 14.5 |
| Enf. Por COVID-19                               | 53 222  | 14.1 |
| Síntomas, signos y hallazgos anormales          | 23 634  | 6.3  |
| Causas externas de morbilidad y de mortalidad   | 15 634  | 4.2  |
| Enf. del aparato digestivo                      | 15 641  | 4.0  |
| Enf. endocrinas, nutricionales y metabólicas    | 12 934  | 3.4  |
| Ciertas enfermedades infecciosas o parasitarias | 12 911  | 3.4  |
| Enf. del aparato genitourinario                 | 12 586  | 3.3  |
| Enf. del sistema nervioso                       | 4932    | 1.3  |
| Otras definidas                                 | 11 591  | 3.1  |
| Total                                           | 376 219 | 100  |

### Principales problemas de salud
De las enfermedades que pueden ser prevenidas por vacunación, se presentan casos de parotiditis, tos ferina y tétano, con ningún caso de fiebre amarilla.
Las enfermedades que más afectan a la población incluyen el mal de Chagas, el sida y la tuberculosis. El PNUD (Programa de las Naciones Unidas para el Desarrollo) incluyó en los «Objetivos de Desarrollo del Milenio» para la Argentina dos metas con referencia a estas enfermedades:

META 12: Haber detenido e iniciado la reversión de la propagación del VIH/sida en el 2015.
PNUD

META 13: Reducir la incidencia de la tuberculosis un 8 % anual y la tasa de mortalidad por tuberculosis un 10 % anual, y haber certificado la interrupción de la transmisión vectorial de chagas en todo el país en el año 2015.
PNUD

Entre 2.5 y 3 millones de argentinos padecen el mal de Chagas, y afecta en general a la población con bajo poder adquisitivo. Sin embargo, en el periodo 1992-2000 se produjo una disminución del 6.3 % al 1.9 %.
Respecto a la tuberculosis, ha ido en descenso desde 1980. La tasa de incidencia en 2000 fue casi la mitad de la de aquel año y el número de casos se redujo un 28 % en ese período. Entre 2000 y 2021, la tasa de mortalidad por tuberculosis bajó de 2.1 a 1.4 por cada cien mil habitantes.
El sida afecta a alrededor de 130 000 personas en el país. Argentina fue uno de los primeros países del mundo en brindar tratamiento gratuito a los pacientes con VIH y según el informe de la ONU es el país de la región con mayor cobertura contra el VIH gracias a una ley que obliga al Estado y a las obras sociales a proveer gratuitamente la medicación. El sida se diagnosticó por primera vez en la Argentina en 1982, el 80 % de los casos notificados al Programa Nacional corresponden a la Ciudad Autónoma de Buenos Aires y a las provincias de Buenos Aires, Santa Fe y Córdoba. El Ministerio de Salud realiza constantes campañas para la lucha contra el sida, con los objetivos de informar acerca de la enfermedad y proveer gratuitamente análisis y preservativos. Entre 2000 y 2021, la tasa de mortalidad por sida bajó de 3.93 a 2.75 por cada cien mil habitantes.

## Sistema sanitario
La salud en Argentina se conforma del sistema de salud público, el sistema de obras sociales y el de la salud privada. Alrededor de un 37.62 % de la población se atiende por el sistema público y un 51.52 % por obras sociales.
Estudios previos reportan que en el año 1997 el gasto catastrófico en salud de los hogares argentinos fue observado en el 5.77 % de los hogares a nivel país, mientras que entre los años 2012-2013 este tipo de gasto se encontró en el 2.1 % de los hogares. El gasto de los hogares argentinos en eventos de salud puede considerarse bajo, ya que otros países evidencian incidencias de gasto catastrófico entre el 10 % y el 27 % de los hogares.

### Sistema de salud público
El país cuenta con una red de hospitales nacionales, provinciales y municipales que abarca los tres niveles de atención; desde la atención primaria hasta la alta complejidad. En los últimos años, se inauguraron noventa y un hospitales públicos, en su mayoría de alta complejidad. Entre las instituciones destacadas se encuentran el Hospital de Pediatría Garrahan, el Hospital El Cruce Néstor Kirchner y el Hospital de Clínicas, entre otros. 

### Hospitales privados
En el sector privado se destacan el Hospital Universitario Austral, el Hospital Italiano, el Instituto FLENI y varios nosocomios más.

## Vacunación
El calendario de vacunación vigente en la Argentina es el siguiente:
| Vacuna                          | Edad           | Edad      | Edad      | Edad      | Edad      | Edad        | Edad        | Edad        | Edad          | Edad        | Edad         | Edad                        |                             |                             |                             |                             |                             |
| Vacuna                          | 0 meses        | 2 meses   | 3 meses   | 4 meses   | 5 meses   | 6 meses     | 12 meses    | 15 meses    | 18 meses      | 24 meses    | 5-6 años     | 11 años                     | A partir de los 15          | Adultos                     | Embarazadas                 | Puerperio                   | Personal de salud           |
| ------------------------------- | -------------- | --------- | --------- | --------- | --------- | ----------- | ----------- | ----------- | ------------- | ----------- | ------------ | --------------------------- | --------------------------- | --------------------------- | --------------------------- | --------------------------- | --------------------------- |
| BCG                             | única dosis    |           |           |           |           |             |             |             |               |             |              |                             |                             |                             |                             |                             |                             |
| Hepatitis B                     | dosis neonatal |           |           |           |           |             |             |             |               |             |              |                             | Iniciar o completar esquema | Iniciar o completar esquema | Iniciar o completar esquema | Iniciar o completar esquema | Iniciar o completar esquema |
| Neumococo conjugada             |                | 1.ª dosis |           | 2.ª dosis |           |             | refuerzo    |             |               |             |              |                             |                             | Esquema secuencial          |                             |                             |                             |
| Quíntuple pentavalente          |                | 1.ª dosis |           | 2.ª dosis |           | 3.ª dosis   |             |             |               |             |              |                             |                             |                             |                             |                             |                             |
| Polio                           |                | 1.ª dosis |           | 2.ª dosis |           | 3.ª dosis   |             |             | 1.er refuerzo |             | 2.º refuerzo |                             |                             |                             |                             |                             |                             |
| Rotavirus                       |                | 1.ª dosis |           | 2.ª dosis |           |             |             |             |               |             |              |                             |                             |                             |                             |                             |                             |
| Meningococo                     |                |           | 1.ª dosis |           | 2.ª dosis |             |             | refuerzo    |               |             |              | única dosis                 |                             |                             |                             |                             |                             |
| Gripe                           |                |           |           |           |           | dosis anual | dosis anual | dosis anual | dosis anual   | dosis anual | dosis anual  | dosis anual                 | dosis anual                 | dosis anual                 | dosis anual                 | dosis anual                 | dosis anual                 |
| Hepatitis A                     |                |           |           |           |           |             | única dosis |             |               |             |              |                             |                             |                             |                             |                             |                             |
| Triple viral                    |                |           |           |           |           |             | 1.ª dosis   |             |               |             | 2.ª dosis    | Iniciar o completar esquema | Iniciar o completar esquema | Iniciar o completar esquema |                             | Iniciar o completar esquema | Iniciar o completar esquema |
| Varicela                        |                |           |           |           |           |             |             | única dosis |               |             |              |                             |                             |                             |                             |                             |                             |
| Vacuna quíntuple o pentavalente |                |           |           |           |           |             |             |             | 1.er refuerzo |             |              |                             |                             |                             |                             |                             |                             |
| Triple Bacteriana Celular       |                |           |           |           |           |             |             |             |               |             | 2.º refuerzo |                             |                             |                             |                             |                             |                             |
| Triple Bacteriana Acelular      |                |           |           |           |           |             |             |             |               |             |              | refuerzo                    |                             |                             | 1 dosis                     |                             | 1 dosis                     |
| Virus Papiloma Humano           |                |           |           |           |           |             |             |             |               |             |              | 2 dosis                     |                             |                             |                             |                             |                             |
| Doble Bacteriana                |                |           |           |           |           |             |             |             |               |             |              |                             |                             | refuerzo cada 10 años       |                             |                             |                             |
| Fiebre amarilla                 |                |           |           |           |           |             |             |             | 1.ª dosis     |             |              | refuerzo                    | única dosis                 |                             |                             |                             |                             |
| Fiebre Hemorrágica Argentina    |                |           |           |           |           |             |             |             |               |             |              |                             | única dosis                 |                             |                             |                             |                             |

## Investigación en salud
Argentina mantiene una sólida tradición de investigación en el área de biomedicina que le valió tres Premios Nobel al país:  Bernardo Houssay (1947, el primero en Latinoamérica), Luis Federico Leloir (1970) y César Milstein (1984). Se destaca también el perfeccionamiento de la técnica de baipás coronario que realizó en 1967 el cardiocirujano René Favaloro y que se usa hasta el día de hoy.
La investigación en ciencias de la salud se realiza a través de las siguientes instituciones:
| Institución                                                                                | Ministerio                                                           |
| ------------------------------------------------------------------------------------------ | -------------------------------------------------------------------- |
| CONICET                                                                                    | —                                                                    |
| Universidades nacionales                                                                   | Secretaría de Educación dependiente del Ministerio de Capital Humano |
| Administración Nacional de Laboratorios e Institutos de Salud "Dr. Carlos Malbrán" (ANLIS) | Ministerio de Salud                                                  |
| Instituto Nacional del Cáncer (INC)                                                        | Ministerio de Salud                                                  |
| Instituto Nacional de Medicina Tropical (INMET)                                            | Ministerio de Salud                                                  |
| Agencia Nacional de Laboratorios Públicos (ANLAP)                                          | Ministerio de Salud                                                  |

## Derechos reproductivos
En 2002 fue aprobado por ley el suministro pagado de preservativos, anticonceptivos hormonales orales e inyectables y el dispositivo intrauterino (DIU), así como también la píldora del día después en hospitales y centros de atención primaria.
En 2020 se despenalizó la interrupción voluntaria del embarazo. Argentina estableció la despenalización del aborto terapéutico y por causa de violación desde 1921 y estableció el derecho al aborto pagado con impuestos y asistido médicamente, por ley del 30 de diciembre de 2020 y en los casos ya habilitados desde 1921, o en todos los demás casos cuando la gestación no supere la semana catorce, incluida. 

## Situación de los extranjeros

Servicio arancelado por ley
Proyecto de ley para arancelarlo

A nivel nacional, la Constitución Argentina y el sistema de salud público garantizan el acceso universal a la atención médica. Sin embargo, algunas provincias han comenzado a implementar o debatir políticas para arancelar la atención médica a extranjeros no residentes en el país. El principal argumento para la toma de esta medida se da por la falta de reciprocidad de países vecinos, al no brindar el mismo servicio, y el costo que le genera a la población local.
El primer caso fue Salta con el decreto de necesidad y urgencia N°129 del 28 de febrero de 2024, que estableció que los extranjeros residentes transitorios y precarios, paguen los gastos de su atención sanitaria. «Con esta medida, se ahorraron más de 30 millones de pesos y la atención se redujo un 90 % desde que empezó el decreto hasta hoy. Se atendía a 8000 extranjeros por mes». En el hospital de Orán, tras la entrada en vigor de la ley, pasaron de tener 3000 pacientes mensuales a tan solo 60. El ministro de Salud provincial, Federico Mangione, señaló que la atención a extranjeros había bajado más del 95 % en la mayoría de hospitales, lo que les permite ahorrar alrededor de 261 millones de pesos mensuales.
La provincia de Santa Cruz fue la segunda provincia en hacerlo, el 17 de abril de 2024, donde se estima que 1800 personas de otros países (principalmente chilenos) se atendían mensualmente en los hospitales de la provincia, generando dificultades para el financiamiento del servicio. Luego lo hizo Mendoza, el 1 de agosto, a través del Decreto N° 1266 donde, además, se crea un ente para la gestión de los cobros. Jujuy aprobó una ley el 18 de septiembre, donde arancela la totalidad del servicio para los extranjeros, señalando la falta de reciprocidad por parte de Bolivia. Previamente, en 2019, la legislatura de Jujuy había creado el Sistema de Seguro de Salud para Personas Extranjeras.
Tras la aprobación de la ley en Jujuy, el Ministerio de Salud respaldó las normativas y anunció que «está trabajando en un proyecto de ley destinado a establecer un marco nacional a estas medidas». El ministro, Mario Russo, afirmó que, frente a la dificultad para financiar el servicio, «el objetivo es que los compatriotas tengan la cama para internarse. La prioridad son los argentinos». A principios de octubre, el jefe de gabinete, Guillermo Francos, confirmó que el Gobierno estaba trabajando en un proyecto de ley, afirmando: «Tenemos que ser justos con los argentinos a los que le debemos dar todos los servicios que se puedan y a los extranjeros abrirles las puertas, pero que se hagan cargo del costo de su educación y de su salud, porque hemos sido muy generosos».
El 3 de diciembre de 2024, tras la aprobación del arancelamiento en la provincia del Chubut, el Secretario de Comunicación y Medios, Manuel Adorni, anunció en una conferencia de prensa: «vamos a disponer el fin de la gratuidad de la atención médica para extranjeros. Los organismos determinarán las condiciones para el acceso al sistema». Además, agregó: «Esto no solo implica ahorro fiscal si no también una mejor atención para nuestros ciudadanos. Nos despedimos de los famosos tours sanitarios tan conocidos acá». Esta decisión se anunció junto con la iniciativa del gobierno para arancelar las universidades a extranjeros y la ampliación de los delitos justificantes para la expulsión y prohibición de reingreso para extranjeros.
Según una encuesta de la consultora Opinaia, el 80 % de los encuestados se manifestó a favor de cobrarle a los extranjeros no residentes por el uso de los servicios de salud pública, el 77 % a favor de cobrarle una cuota a los no residentes que estudien en las universidades públicas y el 84 % a favor de deportar a los extranjeros que cometan algún delito.

### Tratamiento legislativo
| Jurisdicción           | Bloque legislativo                             | Presentación                              | Sesión/es                | Tratamiento | Tratamiento | Resultado | Ref.          |
| Jurisdicción           | Bloque legislativo                             | Presentación                              | Sesión/es                | Cámara Baja | Cámara Alta | Resultado | Ref.          |
| ---------------------- | ---------------------------------------------- | ----------------------------------------- | ------------------------ | ----------- | ----------- | --------- | ------------- |
| Ciudad de Buenos Aires | Republicanos Unidos Propuesta Republicana      | 24 de octubre de 2024 14 de marzo de 2025 |                          | 0/60        |             | Vigente   | [ 51 ] [ 52 ] |
| Catamarca              | La Libertad Avanza                             | 14 de octubre de 2024                     |                          | 0/41        | 0/16        |           | [ 53 ]        |
| Chaco                  | UCR-Juntos por el Cambio                       | 7 de octubre de 2024                      |                          | 0/32        |             |           | [ 54 ]        |
| Chubut                 | Partido Independiente del Chubut               | 23 de septiembre de 2024                  | 21 de noviembre de 2024  | 18/27       |             | Aprobado  | [ 55 ] [ 56 ] |
| Córdoba                | Frente Cívico de Córdoba                       | 15 de abril de 2024                       |                          | 0/70        |             |           | [ 57 ] [ 58 ] |
| Corrientes             | Encuentro por Corrientes                       | 8 de octubre de 2024                      |                          | 0/30        | 0/15        |           | [ 59 ]        |
| Entre Ríos             | Fe y Libertad                                  | 26 de marzo de 2024                       |                          | 0/34        | 0/17        |           | [ 60 ]        |
| Jujuy                  | Frente Cambia Jujuy                            | 14 de agosto de 2024                      | 18 de septiembre de 2024 | 31/48       |             | Aprobado  | [ 45 ]        |
| Mendoza                | Frente Cambia Mendoza                          | 24 de julio de 2024                       |                          | 0/48        | 0/38        | Vigente   | [ 61 ]        |
| Neuquén                | Juntos por el Cambio (PRO-NCN) Hacemos Neuquén | 5 de abril de 2024 16 de octubre de 2024  |                          | 0/35        |             |           | [ 45 ] [ 62 ] |
| Río Negro              | Juntos Somos Río Negro                         |                                           |                          | 0/46        |             |           | [ 45 ]        |
| Salta                  | Partido Identidad Salteña                      | 28 de febrero de 2024                     | No se realizaron         | 0/60        | 0/23        | Vigente   | [ 63 ]        |
| Santa Cruz             | Por Santa Cruz                                 | 12 de abril de 2024                       |                          | 0/24        |             | Vigente   | [ 64 ] [ 65 ] |
| Tucumán                | Valores para Tucumán - UCR                     |                                           |                          | 0/49        |             |           | [ 66 ]        |

Notas
1. ↑  Publicado en el Boletín Oficial N° 7080, a través de una resolución.
2. ↑  El proyecto fue archivado por la Comisión de Salud el 26 de junio de 2024.
3. ↑  Fecha de publicación del Decreto Reglamentario de la Ley Nº 9.535.
4. ↑  Fecha de publicación del Decreto de Necesidad y Urgencia Nº 129/2024
5. ↑  Según la Constitución provincial, al haber transcurrido 90 días de la entrada en vigencia del DNU, sin haber sido tratado por ninguna cámara, quedó convertido en ley.
6. ↑  Fecha de publicación de la Resolución M.S.A.-N° 0501/2024.